# Eustala illicita
Eustala illicita là một loài nhện trong họ Araneidae.
Loài này thuộc chi Eustala. Eustala illicita được Octavius Pickard-Cambridge miêu tả năm 1889.